# 조안 오브라이언
조안 오브라이언(Joan O'Brien, 1936년 2월 14일 ~ )은 미국의 배우, 가수, 음악가, 각본가, 영화배우, 텔레비전 배우이다.
케임브리지에서 태어났다.

## 영화
- 잇 해펀드 앳 더 월드 페어 (1963년)
- 탈출 (1962년)
- 코만체로스 (1961년)
- 알라모 (1960년)
- 오퍼레이션 페티코트 (1959년)
- 페리 메이슨 (1957년)